# José de Mascarenhas da Silva
D. José de Mascarenhas da Silva e Lencastre (Lisbonne, 2 octobre 1708 – Santa Maria de Belém, 13 janvier 1759) fut seigneur portugais.

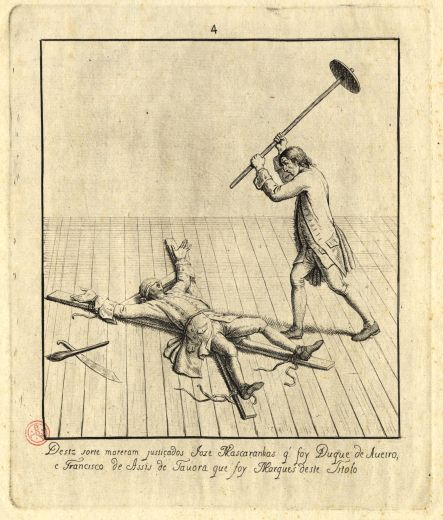
Une des étapes de l'exécution du duc d'Aveiro (illustration de 1759/1760).

Il fut tout-puissant sous Jean V de Portugal. Ayant perdu faveur à l'avènement de Joseph Ier de Portugal, il ourdit une conspiration contre ce prince et le nouveau ministre, le marquis de Pombal (1758) dans laquelle deux conjurés tirèrent sur le roi dans sa voiture et le blessèrent grièvement.
Cependant, le complot fut découvert, ce qui entraîna le procès des Távora, après laquelle il fut brûlé vif le 13 janvier 1759. Avec lui disparut le titre de duc d'Aveiro, dont il était le huitième détenteur.